# NGC 1449
NGC 1449 je galaksija u zviježđu Eridan.

## Vanjske poveznice
- SEDS: NGC 1449